# Regin
Pour le malware, voir Regin (logiciel malveillant).

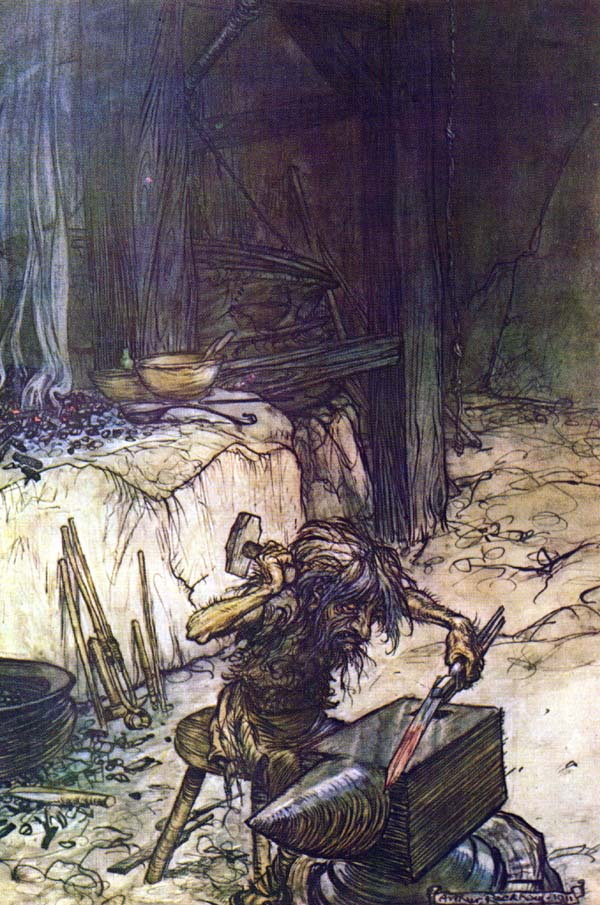
Mime/Regin (illustration d'Arthur Rackham pour Siegfried, 1911)

Dans la mythologie nordique, Regin, fils de Hreiðmarr, est le père adoptif de Sigurd.
Avec son frère Fáfnir, il tue son père pour mettre la main sur le trésor d'Andvari. Fáfnir se change en dragon pour être le seul possesseur du trésor et chasse Regin.
Par la suite, Regin persuade Sigurd de tuer Fáfnir ; il reforge pour lui l'épée Gram. Après la mort du dragon, Regin est sur le point de trahir Sigurd lorsque ce dernier, prévenu par des oiseaux (il comprend leur langage après avoir goûté au sang du dragon), le tue.
Dans la tétralogie de Wagner Der Ring des Nibelungen, le père adoptif de Sigurd a pour nom Mime, frère d'Alberich.